# Zakaria Benchaâ
Zakaria Benchaâ (Orano, 11 gennaio 1997) è un calciatore algerino, attaccante del CS Constantine.

## Carriera

### Club
Nel febbraio del 2022 firma con i bulgari del Černo More Varna.

### Nazionale
Nel 2019 ha esordito in nazionale.

## Statistiche

### Presenze e reti nei club
Statistiche aggiornate al 25 maggio 2022.
| Stagione         | Squadra          | Campionato       | Campionato | Campionato | Coppe nazionali | Coppe nazionali | Coppe nazionali | Coppe continentali | Coppe continentali | Coppe continentali | Altre coppe | Altre coppe | Altre coppe | Totale | Totale |
| Stagione         | Squadra          | Comp             | Pres       | Reti       | Comp            | Pres            | Reti            | Comp               | Pres               | Reti               | Comp        | Pres        | Reti        | Pres   | Reti   |
| ---------------- | ---------------- | ---------------- | ---------- | ---------- | --------------- | --------------- | --------------- | ------------------ | ------------------ | ------------------ | ----------- | ----------- | ----------- | ------ | ------ |
| 2014-2015        | MC Oran          | L1               | 6          | 1          |                 | -               | -               |                    | -                  | -                  |             | -           | -           | 6      | 1      |
| 2015-2016        | MC Oran          | L1               | 13         | 1          |                 | -               | -               |                    | -                  | -                  |             | -           | -           | 13     | 1      |
| Totale MC Oran   | Totale MC Oran   | Totale MC Oran   | 19         | 2          |                 | -               | -               |                    | -                  | -                  |             | -           | -           | 19     | 2      |
| 2018-2019        | USM Alger        | L1               | 5          | 1          |                 | -               | -               |                    | -                  | -                  |             | -           | -           | 5      | 1      |
| 2019-gen. 2020   | USM Alger        | L1               | 12         | 1          |                 | -               | -               | CCL                | 5                  | 3                  |             | -           | -           | 17     | 4      |
| gen.-set. 2020   | Sfaxien          | CLP-1            | 8          | 3          | CT              | 2               | 0               |                    | -                  | -                  | ST          | 1           | 0           | 11     | 3      |
| 2020-2021        | USM Alger        | L1               | 15         | 3          | CdL             | 2               | 0               |                    | -                  | -                  |             | -           | -           | 17     | 3      |
| Totale USM Alger | Totale USM Alger | Totale USM Alger | 32         | 4          |                 | 2               | 0               |                    | 5                  | 3                  |             | -           | -           | 39     | 8      |
| gen.-giu. 2022   | Černo More Varna | 1L               | 2+5        | 0          | CB              | -               | -               |                    | -                  | -                  |             | -           | -           | 7      | 0      |
| Totale carriera  | Totale carriera  | Totale carriera  | 66         | 10         |                 | 4               | 0               |                    | 5                  | 3                  |             | 1           | 0           | 76     | 13     |

### Cronologia presenze e reti in nazionale
| Cronologia completa delle presenze e delle reti in nazionale ― Algeria | Cronologia completa delle presenze e delle reti in nazionale ― Algeria | Cronologia completa delle presenze e delle reti in nazionale ― Algeria | Cronologia completa delle presenze e delle reti in nazionale ― Algeria | Cronologia completa delle presenze e delle reti in nazionale ― Algeria | Cronologia completa delle presenze e delle reti in nazionale ― Algeria | Cronologia completa delle presenze e delle reti in nazionale ― Algeria | Cronologia completa delle presenze e delle reti in nazionale ― Algeria |
| Data                                                                   | Città                                                                  | In casa                                                                | Risultato                                                              | Ospiti                                                                 | Competizione                                                           | Reti                                                                   | Note                                                                   |
| ---------------------------------------------------------------------- | ---------------------------------------------------------------------- | ---------------------------------------------------------------------- | ---------------------------------------------------------------------- | ---------------------------------------------------------------------- | ---------------------------------------------------------------------- | ---------------------------------------------------------------------- | ---------------------------------------------------------------------- |
| 21-9-2019                                                              | Blida                                                                  | Algeria                                                                | 0 – 0                                                                  | Marocco                                                                | Qual. Campionato delle Nazioni Africane 2020                           | -                                                                      | 74’                                                                    |
| Totale                                                                 |                                                                        | Presenze                                                               | 1                                                                      |                                                                        | Reti                                                                   | 0                                                                      |                                                                        |

## Palmarès

### Club

#### Competizioni nazionali
- Campionato algerino: 1

USM Alger: 2018-2019